# Benten Kozō
 (septembre 2016).
Aoto Zōshi Hana no Nishiki-e (青砥稿花紅彩画), titre sous lequel est connue la version originale et complète de la pièce, est un conte en cinq actes de la sous-catégorie shiranami-mono (« contes de voleurs ») du genre kizewa-mono (« pièces contemporaines rudes ») du théâtre kabuki. Écrite par Kawatake Mokuami, elle est représentée pour la première fois au théâtre Ichimura-za à Edo en mars 1862.

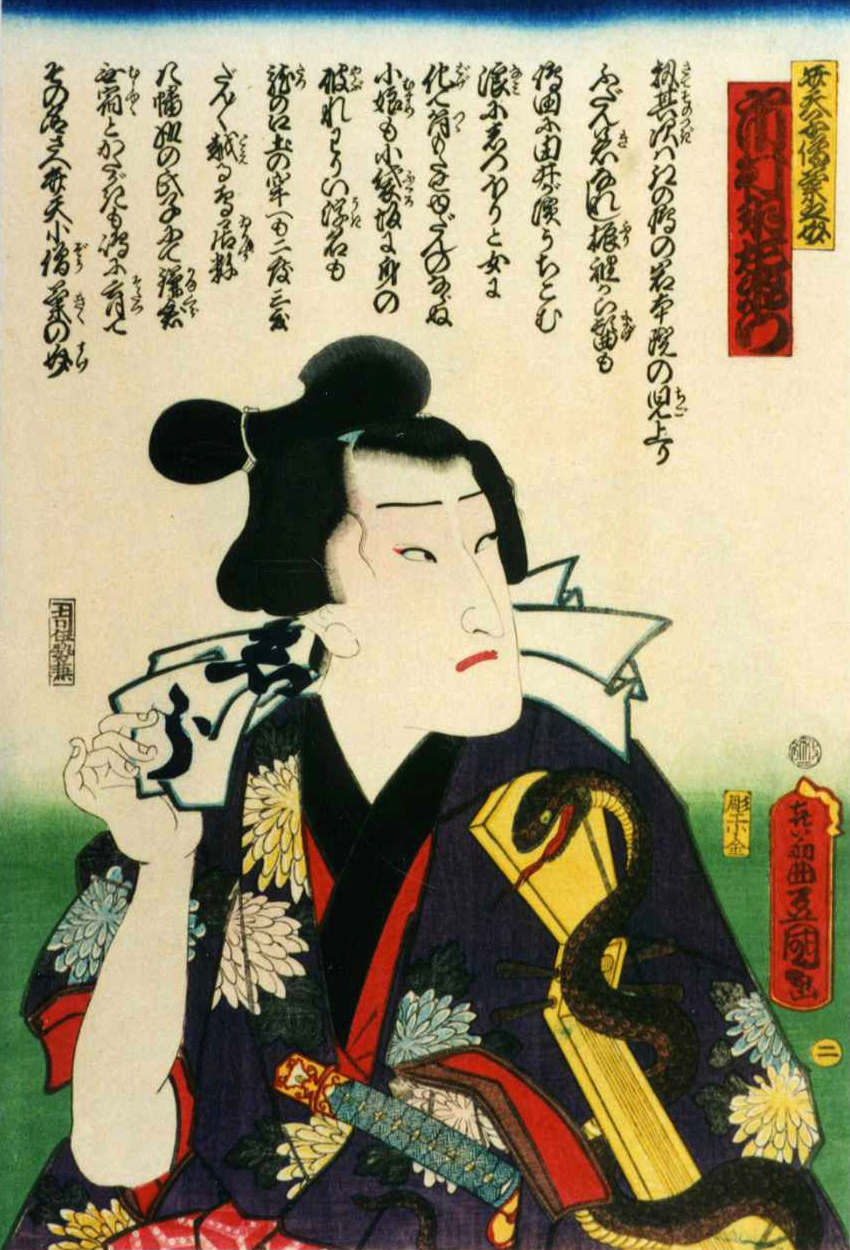
Uazaemon Ichimura XIII dans le rôle de Benten-kozō Kikunosuke, estampe de Toyokuni Utagawa III

La pièce est souvent connue sous un certain nombre d'autres titres. Le nom « Benten Kozō » (弁天小僧) fait référence au principal personnage de la pièce, un gizoku (« honorable voleur »), l'un d'une bande de pareils individus. Un autre titre habituel de la pièce est Shiranami Gonin Otoko (白浪五人男, littéralement « Cinq hommes sur les blanches vagues »), shiranami (« blanches vagues ») est un terme qui désigne les voleurs. 
Comme la plupart des drames traditionnels japonais, la pièce avait à l'origine cinq actes, selon les conventions particulières quant à la structure dramatique et aux thèmes de chaque acte. Cependant, il est très fréquent de nos jours de représenter seulement un ou deux actes, chaque combinaison d'actes représentée par un titre de pièce différent. Par exemple le titre Benten Musume Meo no Shiranami fait référence aux représentations des actes III et/ou IV sans les trois autres.
La pièce est consacrée à une bande de cinq voleurs, à partir de vrais voleurs et criminels d'Osaka durant l'époque d'Edo : Karigane Bunshichi, An no Heibei, Gokuin Sen'emon, Kaminari Shōkurō et Hotei Ichiemon. Le nom de Nippon Daemon, le chef de la bande, est calqué sur celui de Nippon Saemon, capturé et exécuté en 1747. Le personnage de Benten Kozō, quant à lui, serait fondé sur un serviteur du temple Iwamoto-in sur Enoshima, île consacrée à la déesse Benzaiten.
La pièce est peut-être plus célèbre pour les discours prononcés par Kozō et ses compatriotes lorsqu'ils retirent de façon spectaculaire leurs déguisements et révèlent leurs véritables identités.

## Personnages
- Benten Kozō Kikunosuke - un jeune voleur
- Nippon Daemon - le chef de la bande de voleurs
- Nangō Rikimaru - un jeune voleur
- Tadanobu Rihei - un jeune voleur
- Akaboshi Jūzaburō - un jeune voleur
- Princess Senju - une fille d'une puissant samouraï ou courtisan
- Hamamatsuya Kōbei - un propriétaire d'un magasin de vêtements/kimono
- Hamamtasuya Sōnosuke - le gendre de Kōbei

## Intrigue

### Acte I
La pièce s'ouvre sur une scène saisissante et colorée au Hase-dera au plus fort de la saison de floraison des cerisiers. La princesse Senju est en train de prier au temple pour son défunt père et Kotarō, son fiancé par un mariage arrangé, qui a disparu.
Kotarō (en réalité Benten Kozō déguisé) apparaît alors avec un assistant (son compagnon voleur, Nangō Rikimaru lui aussi déguisé) et le couple se rend dans une proche maison de thé dans l'enceinte du temple; Senju n'a jamais rencontré Kotarō et n'a donc aucune raison de savoir à quoi il peut ressembler. Pendant ce temps, Akaboshi Jūzaburō, un autre voleur, qui tente d'escroquer de l'argent destiné au service commémoratif organisé par des membres du parti de Senju, est découvert.
Une bagarre éclate et le groupe se précipite à la maison de thé où Benten Kozō tente d'obtenir de Senju un précieux brûle encens en or, présent qu'elle a reçu de la famille de Kotarō. Tadanobu Rihei, autre voleur déguisé en rōnin anonyme, 
les détourne et désamorce la situation.
Croyant que c'est en quelque sorte sa possession du brûleur d'encens qui est la cause de la violence et du trouble qu'elle et son parti ont enduré, elle le donne à Kotarō afin qu'il le garde. Le couple quitte alors le temple pour se rendre au mont Mikoshi-ga-take tandis que Rihei et Rikimaru se disputent l'argent, 100 ryōs, dérobé au service commémoratif.

### Acte II
Senju et le soi-disant « Kotarō » gravissent la montagne pendant un certain temps tandis que Kozō la traite très gentiment en jouant le rôle de son fiancé. Cependant, quand elle insiste pour qu'ils se dirigent plus directement et rapidement vers son domicile, il ôte son déguisement et l'informe de son identité en expliquant qu'il a été nommé Benten Kozō d'après son foyer, Benten-jima. Le fait qu'il soit en possession de Chidori, la flûte de Kotarō, étant ce qui, à l'origine, l'a convaincue qu'il était son fiancé, il élabore une explication sur la façon dont il se l'est procurée. Il raconte que Kotarō est venu à lui comme un pauvre voyageur malade qui lui a demandé juste avant de mourir de garder la flûte et de l'échanger contre le brûleur d'encens. En réalité, Benten Kozō a pris soin de Kotarō avant de le tuer pour prendre son argent et sa flûte.
Trahie et bouleversée, Senju se jette dans un ravin tandis qu'une voix se fait entendre hors-scène, annonçant un désir pour l'objet en or. Nippon Daemon, un grand voleur respecté par tous les autres, apparaît et exige que Kozō se joigne à lui et rassemble une bande d'autres voleurs pour son compte. En échange, il explique qu'il permettra à Benten de garder le brûleur d'encens.
Dans la scène qui suit, il apparaît que Senju a survécu et rencontre Akaboshi Jūzaburō qui se prépare à commettre seppuku (suicide) pour son incapacité à la voler plus tôt. Les deux se consolent l'un l'autre mais à la fin Senju se jette une fois de plus dans le ravin et se tue. Jūzaburō retourne à ses préparatifs mais il est arrêté par Tadanobu Rihei qui lui donne les 100 ryōs volés aux invités de Senju et le convainc de se joindre à lui; c'est ainsi que les cinq voleurs sont réunis.

### Acte III
L'acte le plus dramatique de la pièce se déroule à l'intérieur du Hamamatsu-ya, magasin de tissu et de vêtements dirigé par Hamamatsu Kōbei et son gendre Sōnosuke. Benten Kozō entre dans la boutique déguisé en jeune dame de haut rang désirant 
acheter des vêtements de mariage en compagnie de Rikimaru comme serviteur de la dame.
Un des éléments les plus célèbres de cette pièce réside dans les talents d'acteur requis pour endosser le rôle du voleur mâle de basse extraction qui à son tour agit comme une raffinée et élégante jeune dame. Comme la plupart des acteurs de kabuki se spécialisent uniquement dans les rôles masculins ou féminins pour l'ensemble de leur carrière, un rendu habile de cette scène sert de démonstration spectaculaire des capacités d'un acteur.
On présente à la pseudo « dame » un certain nombre de soies et brocarts éventuellement appropriés pour sa robe de mariée, échantillons dans lesquels elle insère un petit morceau de tissu puis le retire et le colle dans son kimono. Remarquée par Kōbei, elle est accusée de vol et une bagarre éclate. Rikimaru (serviteur de la dame) parvient finalement à tempérer les choses avec l'aide du voisin de la boutique et de quelques autres. Il montre un reçu d'une autre boutique pour le morceau de tissu, ce qui prouve qu'il n'a pas été volé au Hamamatsu-ya. Au cours de l'affrontement cependant, la « dame » a reçu un coup à la tête pour lequel Rikimaru demande 100 ryōs de dédommagement. Cependant, comme la paire se prépare à partir avec ses gains illicites, un individu nommé Tamashima Ittō (en fait Nippon Daemon déguisé) émerge de l'arrière-salle et désigne Kozō, relevant que le tatouage de fleur de cerisier qui apparaît furtivement sous sa manches le trahit comme étant un homme.
Découvert, Kozō enlève son kimono extérieur, révèle son bras tatoué et commence à expliquer sa véritable identité dans l'un des monologues les plus populaires du répertoire de kabuki. Rikimaru se défait également de son déguisement de samouraï et Tamashima, feignant d'être outragé, propose de couper la tête des voleurs. Au lieu de cela, Kōbei prend pitié d'eux et leur permet de partir, offrant même un peu de plâtre ou de pommade pour la (prétendue) blessure de Kozō.
Les deux s'en vont et marchent le long des rues, portant tout à tous les déguisements, et discutent de la façon de répartir l'argent. Cela sert à introduire une certaine légèreté et à alléger le récit du climat émotionnel de la scène, aidant à préparer le public pour les événements et émotions de la scène suivante, le vrai point culminant de la pièce. Tamashima Ittō est invité dans l'arrière boutique pour prendre un verre, peut-être en partie pour le remercier d'avoir repérer les voleurs.
La scène suivante se déroule dans cette arrière-salle. Ivre, Tamashima tire son épée et se révèle comme Nippon Daemon dans un discours enflammé, avant d'exiger de Kōbei qu'il donne tout l'argent dans le magasin. Bien que Rikimaru et Kozō ont fait main basse sur les 100 ryōs, toute la scène est une ruse pour aider Daemon à gagner la confiance de Kōbei et à se rendre dans l'arrière-salle. Sōnosuke se jette entre les deux et offre sa propre vie à la place de celle de son beau-père; Daemon s'arrête et fait remarquer qu'il avait autrefois un fils qui pourrait être de l'âge de Sōnosuke. Les deux hommes âgés commencent à parler de leur passé et se rendent compte que non seulement Daemon est le vrai père de Sōnosuke, mais aussi que Kōbei est en fait le vrai père de Kozō. Les deux hommes, pour des raisons différentes, ont perdu leurs fils lors d'une cérémonie rituelle bondée au Hase-dera plus d'une décennie auparavant et conviennent d'oublier le plan criminel de Daemon comme ils se remercient réciproquement d'avoir pris soin du fils de l'autre, bien que Kōbei demande que Daemon tente de détourner les cinq voleurs de leur vie criminelle.
Kozō apprend à travers cet échange que Kōbei était autrefois un serviteur de la famille Koyama à laquelle appartient la princesse Senju. Si Kōbei peut retourner le brûleur d'encens volé, il sera réintégré comme samouraï. Tandis que la police fait une descente dans la boutique, Kōbei offre à Daemon un ensemble de vêtements formels commandés plusieurs jours auparavavant par les voleurs.

### Acte IV

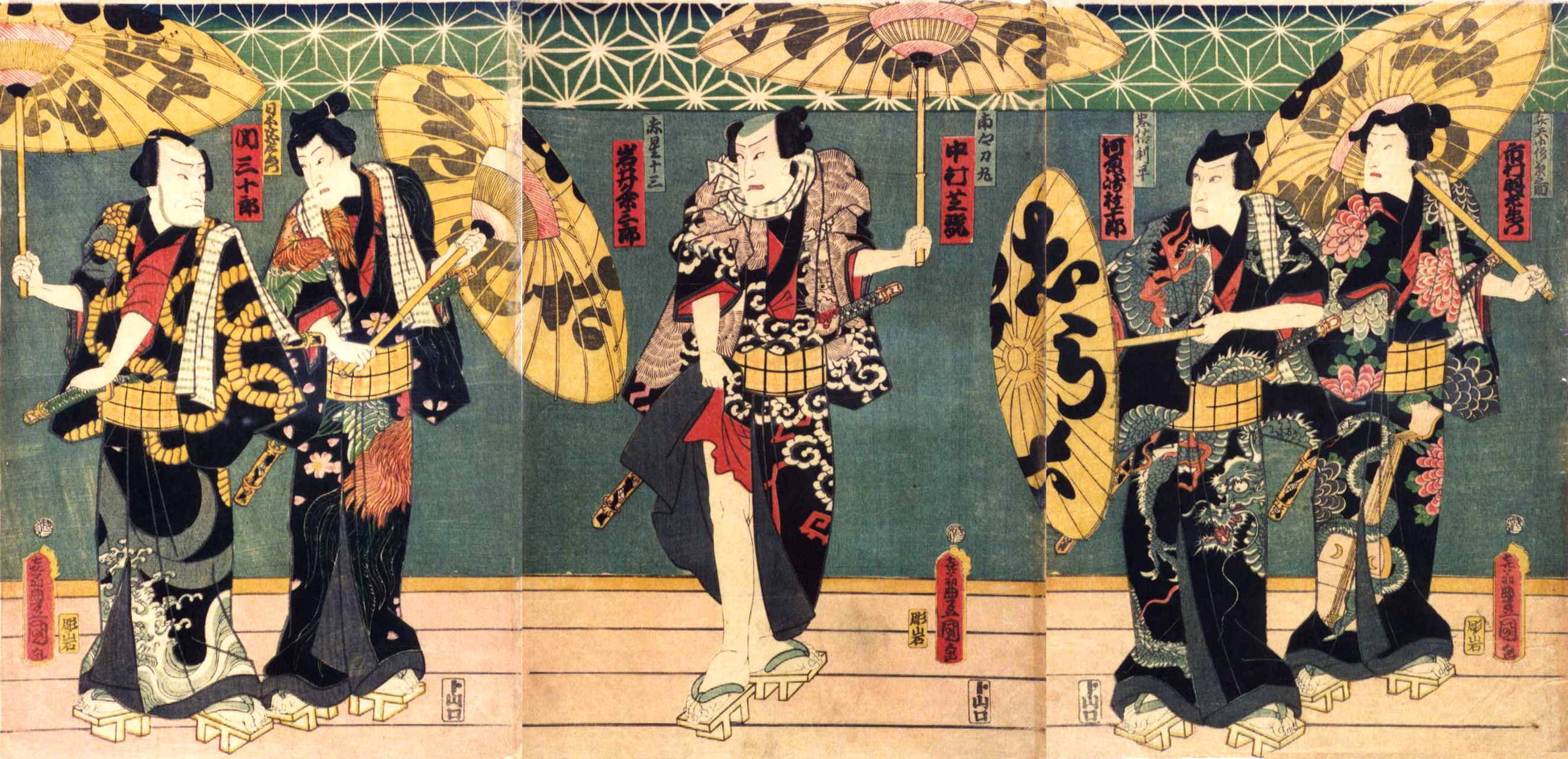
Inasegawa Seizoroi no Ba (Acte IV : monologues de l'Inase-gawa) par Toyokuni Utagawa III, 1862
----
À partir de la gauche : Sanjūrō Seki III -Nippon-daemon-, Kumesaburō Iwai I (futur Iwai Hanshirō VIII) -Jūzaburō Akaboshi-, Nakamura Shikan IV -Rikimaru Nangō-, Gonjūrō Kawarazaki I (futur Ichikawa Danjūrō IX) -Rihei Tadanobu- et Uzaemon Ichimura XIII (futur Onoe Kikugorō V) -Benten-kozō Kikunosuke.

L'unique scène du quatrième acte se déroule sur les rives de l'Inase-gawa où, entourés par la police et vêtus de kimonos de cérémonie, les cinq voleurs révèlent leurs identités et l'histoire de leur vie dans de célèbres monologues. Ils débordent alors la police et s'enfuient.

### Acte V
Le dernier acte se déroule au Gokuraku-ji où Kozō affronte la police tandis qu'il cherche le brûleur d'encens perdu. L'un de ses associés, qui l'a dénoncé à la police, dérobe le brûleur d'encens et après une longue bataille, Kozō se suicide sur le toit de la porte du temple, cherchant à expier tous ses crimes.
La transition vers la scène suivante est probablement l'un des plus importants, et le plus célèbre, des keren (« trucs » de scène) du kabuki. Le toit s'incline vers l'arrière et ce faisant révèle Nippon Daemon debout sur une véranda au sein de la porte du temple. Il se lève et regarde la police qui le recherche. Deux des voleurs paraissent, apportent la nouvelles de la mort de Kozō, puis l'attaquent en expliquant qu'ils sont des policiers déguisés depuis le début.
Daemon repousse l'attaque et repère Aoto Fujitsu, le haut fonctionnaire d'après qui la pièce a été initialement intitulée, sur un petit pont en bas. Aoto explique que ses hommes ont trouvé le brûleur d'encens dans la rivière et ont l'intention de le retourner à ses légitimes propriétaires. Soulagé, Daemon se résout à demander à être arrêté mais Auto lui offre généreusement à la place de le laisser libre au moins jusqu'à la fin du service commémoratif du défunt shogun; 
Daemon promet de se livrer plus tard dans la journée et s'en va.

## Source de la traduction
- (en) Cet article est partiellement ou en totalité issu de l’article de Wikipédia en anglais intitulé « Benten Kozō » (voir la liste des auteurs).